# John A. Keliher
John Austin Keliher (* 6. November 1866 in Boston, Massachusetts; † 20. September 1938 ebenda) war ein US-amerikanischer Politiker. Zwischen 1903 und 1911 vertrat er den Bundesstaat  Massachusetts im US-Repräsentantenhaus.

## Werdegang
John Keliher besuchte die öffentlichen Schulen seiner Heimat und arbeitete danach in Boston in der Immobilienbranche. Gleichzeitig begann er als Mitglied der Demokratischen Partei eine politische Laufbahn. In den Jahren 1896 und 1897 war er Abgeordneter im Repräsentantenhaus von Massachusetts; von 1899 bis 1900 gehörte er dem Staatssenat an. Bei den Kongresswahlen des Jahres 1902 wurde er im neunten Wahlbezirk von Massachusetts in das US-Repräsentantenhaus in Washington, D.C. gewählt, wo er am 4. März 1903 die Nachfolge von Joseph A. Conry antrat. Nach drei Wiederwahlen konnte er bis zum 3. März 1911 vier Legislaturperioden im Kongress absolvieren. Im Jahr 1910 wurde er nicht wiedergewählt.
Zwischen 1915 und 1916 fungierte Keliher als Vorsitzender der Massachusetts Statehouse Building Commission. Von 1917 bis 1919 gehörte er auch einer Kommission zur Überarbeitung der Staatsverfassung an. Von 1917 bis zu seinem Tod war Keliher Sheriff im Suffolk County. Er starb am 20. September 1938 in Boston.